# Andrew J. Nathan
Andrew J. Nathan, né le 3 avril 1943 à New York, est un professeur de science politique de l'université Columbia.

## Biographie
Il est membre du conseil du National Endowment for Democracy, organisme créé par Ronald Reagan et financé par le congrès des États-Unis. Il est également à la chaire du steering committee du Center for the Study of Human Rights.
Il a notamment participé à des publications comme le Asian Wall Street Journal, le Boston Globe, l'International Herald Tribune. Ses recherches sont financées par Guggenheim Foundation, la Fondation nationale pour les sciences humaines, la Henry Luce Foundation, la National Science Foundation, la Chiang Ching-kuo Foundation, la Smith Richardson Foundation. Il a également dirigé cinq séminaires d'été de la Fondation nationale pour les sciences humaines.